# Jan Gawlas

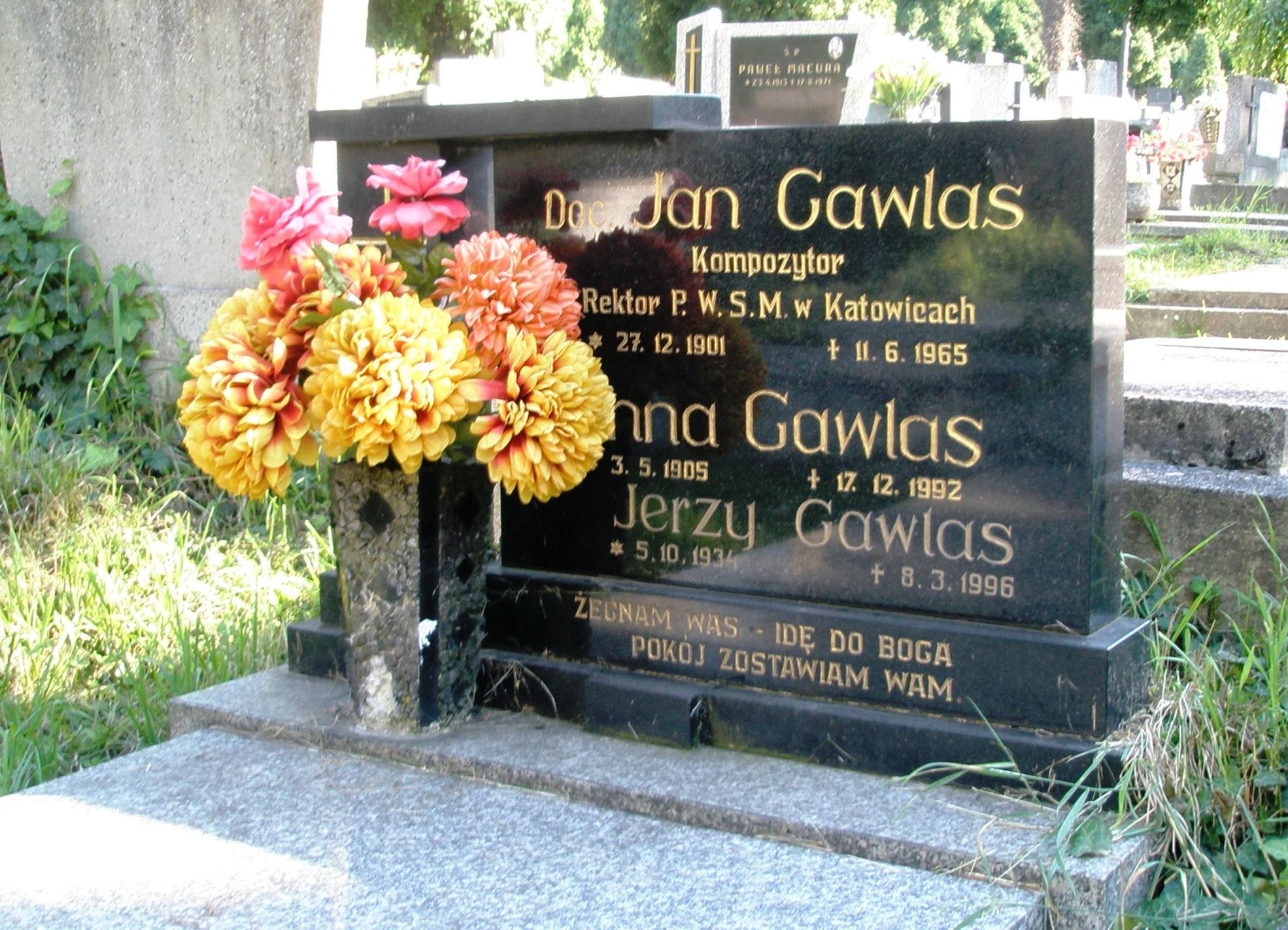
Grób Jana Gawlasa w Cieszynie

Jan Gawlas (ur. 27 grudnia 1901 w Żukowie Dolnym, zm. 11 czerwca 1965 w Katowicach) – polski nauczyciel muzyki w górnośląskich szkołach w Katowicach i Chorzowie, kompozytor, nauczyciel akademicki, rektor Akademii Muzycznej im. Karola Szymanowskiego w Katowicach.

## Życiorys
Studiował w Śląskim Konserwatorium Muzycznym w Katowicach, w 1946 związał się z tą uczelnią (późniejsze nazwy: Państwowa Wyższa Szkoła Muzyczna w Katowicach, Akademia Muzyczna im. Karola Szymanowskiego w Katowicach) zawodowo. Przechodził kolejne szczeble w hierarchii naukowej: w 1957 otrzymał nominację na docenta, a w 1963 został wybrany rektorem tej uczelni. Nie zaprzestał jednak pracy twórczej, jego bogaty dorobek (ponad 100 utworów zebranych w 25 opusach) obejmuje kompozycje chóralne, miniatury instrumentalne i orkiestrowe. Interesował się też śląskim folklorem muzycznym. Do największych jego utworów należą „Preludium” i „Fuga” na organy. Jako instrumentalista (na organach) występował wielokrotnie w rozgłośni Polskiego Radia w Katowicach. Pełnił funkcję organisty w kościele Jezusowym w Cieszynie. Był też czynny w ewangelickim ruchu śpiewaczym.

## Miejsce pochówku
Jest pochowany na cmentarzu ewangelickim w Cieszynie.